# Simson hos filistéerna
Simson hos filistéerna (danska: Samson hos filistrene) är en oljemålning av den danske konstnären Carl Bloch. Den målades 1863 och ingår sedan samma år i samlingarna på  Statens Museum for Kunst i Köpenhamn.
Som ung ägnade sig Bloch huvudsakligen åt genre- och porträttmåleri, men övergick på 1860-talet allt mer till målningar i stort format med historiska och religiösa motiv. Åren 1859–1866 vistades han i Rom och där tillkom Simson hos filistéerna vilket framgår av signaturen längst ner till höger. Målningen innebar ett  stort genombrott för Bloch.
Motivet är hämtat från Domarboken (16:4–20) i Gamla testamentet där Simson omnämns som en domare och nasir. Han tillfångatogs av filistéerna efter att Delila avslöjat att hans styrka satt i håret. Filistéerna rakade av honom håret, stack ut hans ögon och satte honom att sköta en sädeskvarn. Efter att Simsons hår vuxit ut igen återkom hans styrka. Under filistéernas segerfest tog han tag om de båda mittenpelare som huset vilade på, raserade byggnaden och dödade alla inklusive sig själv.